# Лазурне (Мелітопольський район)
Лазу́рне — село в Україні, у Мелітопольському районі Запорізької області. Входить до складу Семенівської сільської громади. Населення становить 492 особи.

## Географія

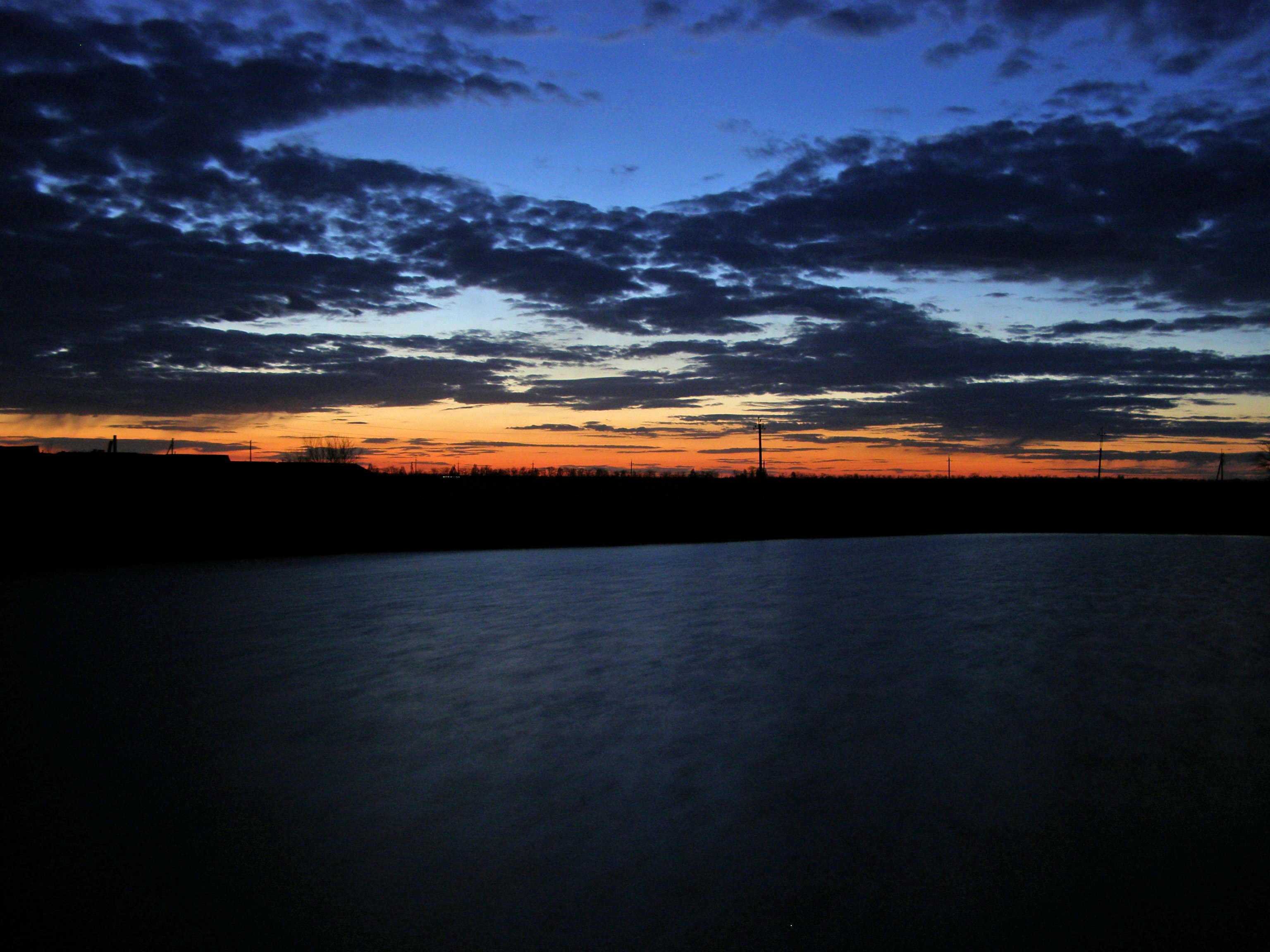
Захід над ставком біля села.

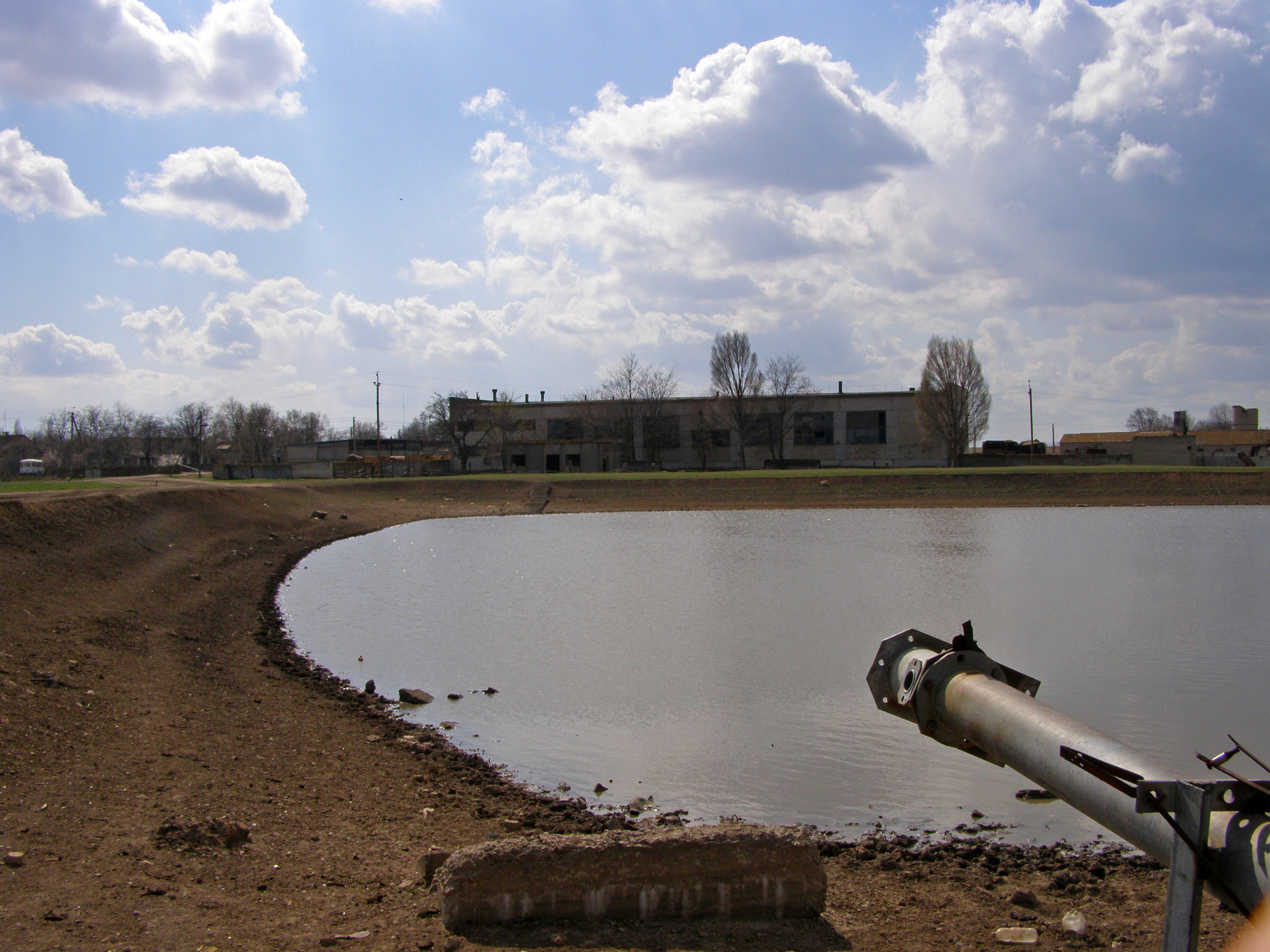
Ставок вдень. На передньому плані труба, наповнює ставок водою. У центрі фотографії — майстерня для ремонту сільськогосподарської техніки.

Село Лазурне знаходиться між річками Малий Утлюк та Великий Утлюг, Поруч із селом протікає Канал Р-9. За 1,5 км проходить автомобільна дорога М14 (E58).

## Населення

### Мова
Розподіл населення за рідною мовою за даними перепису 2001 року:
| Мова       | Кількість | Відсоток |
| ---------- | --------- | -------- |
| російська  | 404       | 82.11%   |
| українська | 86        | 17.48%   |
| вірменська | 2         | 0.41%    |
| Усього     | 492       | 100%     |

## Історія
Село було засноване в 1939 році як Учхоз МІМСХ . У 1986 році перейменоване в село Лазурне.
До 2007 року учхоз «Лазурне» збанкрутував і була розпочата його реорганізація. Борги по зарплаті продовжували виникати у підприємства, принаймні, до 2008 року.
У 2007—2008 роках недобудовану будівлю школи було розібрано, а будматеріали незаконно продано за заниженою ціною.
До 2019 року орган місцевого самоврядування — Полянівська сільська рада.

## Об'єкти соціальної сфери
Початкова школа. Лазурненська загальноосвітня школа I ступеня розташована за адресою вул. Молодіжна, 8. У школі 4 класи, 13 учнів і 8 співробітників. Мова викладання російська. Директор — Карташова Наталія Олександрівна. У школі навчаються учні молодших класів, а старшокласників організовано возять на навчання в село Високе на шкільному автобусі.
Дитячий садочок „Сонечко“. Заснований в 1963 році. У садку 45 вихованців та 12 чоловік персоналу. У нього возять дітей з 4 навколишніх сіл. У садку 2 вікові групи — старша «Котигорошка» і молодша «Гномики».
Фельдшерсько-акушерський пункт.
Готується до відкриття греко-католицька церква.